# Triatlon a 2012. évi nyári olimpiai játékokon
A 2012. évi nyári olimpiai játékokon a triatlonversenyt a nőknek augusztus 4-én, a férfiaknak augusztus 7-én rendezték meg. A versenyeken összesen 55 férfi és 55 női sportoló vett részt.

## Éremtáblázat
(A rendező ország csapata eltérő háttérszínnel, az egyes számoszlopok legmagasabb értéke vagy értékei vastagítással kiemelve.)
| A 2012. évi nyári olimpiai játékok éremtáblázata triatlonban | A 2012. évi nyári olimpiai játékok éremtáblázata triatlonban | A 2012. évi nyári olimpiai játékok éremtáblázata triatlonban | A 2012. évi nyári olimpiai játékok éremtáblázata triatlonban | A 2012. évi nyári olimpiai játékok éremtáblázata triatlonban | Olimpia  |
| ------------------------------------------------------------ | ------------------------------------------------------------ | ------------------------------------------------------------ | ------------------------------------------------------------ | ------------------------------------------------------------ | -------- |
|                                                              | Ország                                                       | Arany                                                        | Ezüst                                                        | Bronz                                                        | Összesen |
| 1.                                                           | Nagy-Britannia (GBR)                                         | 1                                                            | 0                                                            | 1                                                            | 2        |
| 2.                                                           | Svájc (SUI)                                                  | 1                                                            | 0                                                            | 0                                                            | 1        |
|                                                              |                                                              |                                                              |                                                              |                                                              |          |
| 3.                                                           | Spanyolország (ESP)                                          | 0                                                            | 1                                                            | 0                                                            | 1        |
| 3.                                                           | Svédország (SWE)                                             | 0                                                            | 1                                                            | 0                                                            | 1        |
| 5.                                                           | Ausztrália (AUS)                                             | 0                                                            | 0                                                            | 1                                                            | 1        |
|                                                              |                                                              |                                                              |                                                              |                                                              |          |
| Összesen                                                     | Összesen                                                     | 2                                                            | 2                                                            | 2                                                            | 6        |

## Érmesek
| A 2012. évi nyári olimpiai játékok érmesei triatlonban |                                          |                                                   |                                          |
| Versenyszám                                            | Arany                                    | Ezüst                                             | Bronz                                    |
| Férfi egyéni                                           | Alistair Brownlee · Nagy-Britannia (GBR) | Francisco Javier Gómez Noya · Spanyolország (ESP) | Jonathan Brownlee · Nagy-Britannia (GBR) |
| Női egyéni                                             | Nicola Spirig · Svájc (SUI)              | Lisa Norden · Svédország (SWE)                    | Erin Densham · Ausztrália (AUS)          |